# Start Me Up
Start Me Up é uma das mais famosas canções da banda de rock britânica The Rolling Stones. Ela foi composta por Mick Jagger e Keith Richards e lançada como primeiro single de trabalho do álbum Tattoo You, de 1981. A canção alcançou a 2a posição na Billboard Hot 100, e a 7a na UK Singles Chart. Um videoclipe para esta música foi gravado, tendo sido dirigido por Michael Lindsay-Hogg.
A música foi originalmente ensaiada sob influência do reggae, com o título de trabalho "Never Stop", ainda em 1975, durante as sessões do álbum Black and Blue. O balanço de Start Me Up foi registrado durante essas sessões, mas foi durante as sessões de 1978 para o álbum Some Girls, onde a levada mais rock foi infundida. Conforme relata a revista Galileu, a banda inovou ao gravar o som da bateria no banheiro do estúdio Power Station, em Nova York.
Start Me Up foi uma das 3 canções tocadas pelo grupo em seu show realizado no Super Bowl XL, em 2006, no estádio Ford Field, em Detroit, Michigan.
A revista Rolling Stone classificou-a em 8º lugar da lista "The Best Sports Hymns" (os melhores hinos do esporte).

## Créditos
- Mick Jagger: Composição, Vocal Principal, coros, palmas
- Keith Richards: Composição, Guitarra principal, coros
- Ron Wood: Guitarra rítmica, coros
- Bill Wyman: Baixo elétrico
- Charlie Watts: Batería
- Mike Carabello: Campana
- Chris Kimsey: Palmas
- Barry Sage: Palmas

## Uso Comercial
- A Microsoft pagou cerca de US$ 3 milhões para usar essa música em sua campanha de marketing do Windows 95.[3][4] Esta foi a primeira vez que os Rolling Stones permitiram que uma empresa usasse suas músicas em uma campanha publicitária.[5] A negociação entre a Microsoft e o agente da banda, o príncipe Rupert, se arrastou por meses. Como resultado, uma versão ligeiramente diferente da faixa original em sua versão de estúdio foi cedida para ser a trilha sonora da campanha publicitária do então novo e emergente sistema operacional.[6]
- Este anúncio foi parodiado por Bob Rivers, em uma música chamada «Windows 95 Sucks»,[7] que foi erroneamente creditada a Weird Al Yankovic.
- Em 2012, uma versão remix da música foi usada como trilha sonora de uma campanha publicitária da Omega por seu papel como cronometrista oficial dos Jogos Olímpicos de Verão de 2012.[8]

## Desempenho nas Paradas Musicais e Certificações
| Parada Musical (1981)                          | Desempenho |
| ---------------------------------------------- | ---------- |
| O campo songid é OBRIGATÓRIO PARA PARADA ALEMÃ | 36         |
| Áustria (Ö3 Austria Top 75)                    | 14         |
| Bélgica (Ultratop 50 de Flandres)              | 7          |
| Canadá (Canadian Hot 100)                      | 2          |
| Estados Unidos (Billboard Hot 100)             | 2          |
| Irlanda (IRMA)                                 | 11         |
| Noruega (VG-lista)                             | 8          |
| Nova Zelândia (Recorded Music NZ)              | 33         |
| Países Baixos (Single Top 100)                 | 5          |
| Reino Unido (UK Singles Charts)                | 7          |
| Suécia (Sverigetopplistan)                     | 14         |
| Suíça (Schweizer Hitparade)                    | 5          |

| Parada Musical (1958-2018) | Desempenho |
| -------------------------- | ---------- |
| US Billboard Hot 100       | 598        |

| Região | Certificação | Unidades Vendidas |
| ------ | ------------ | ----------------- |
| (FIMI) | ouro         | 25,000            |
| (BPI)  | prata        | 250,000           |